# Georgios Roilos

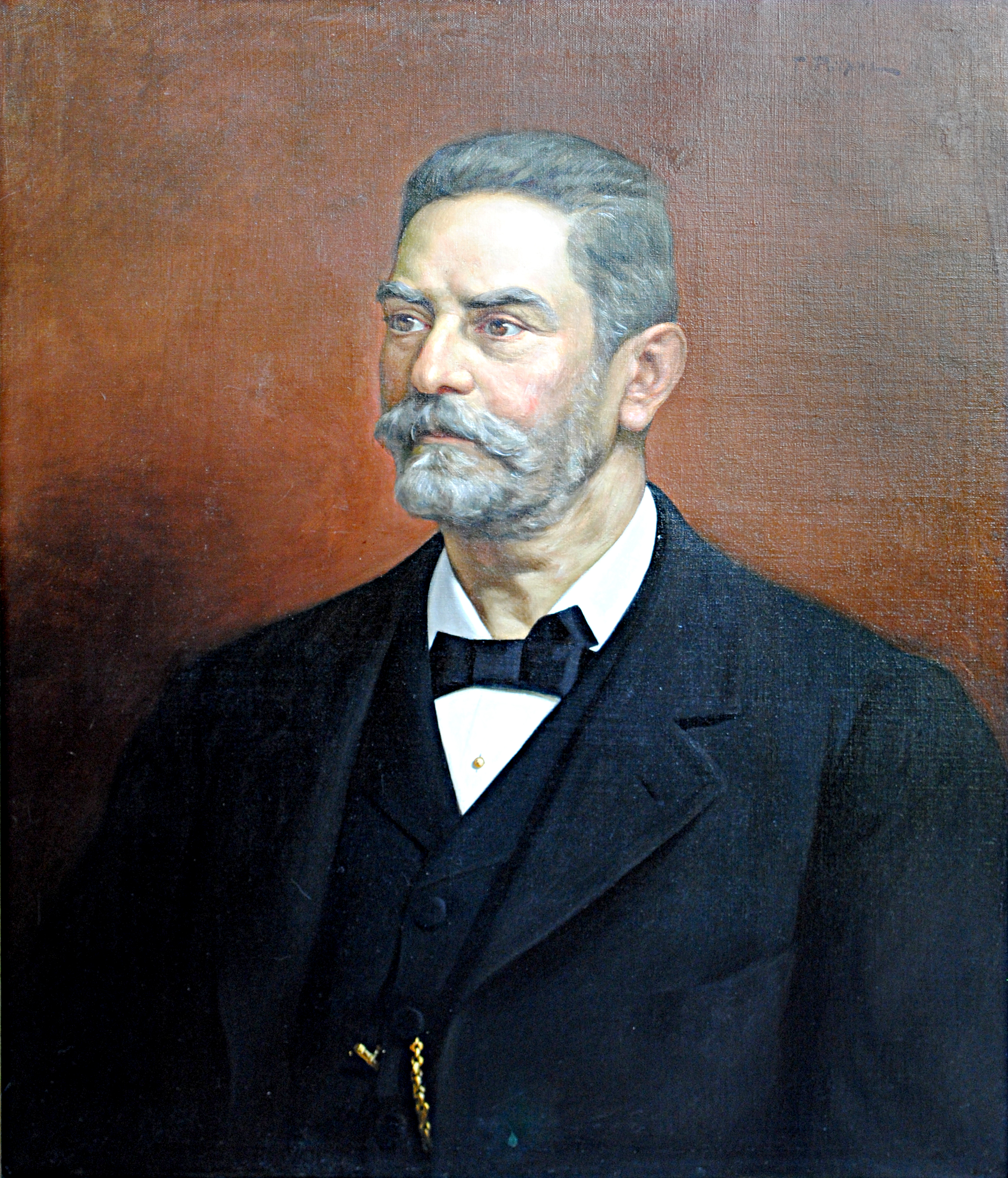
Selbstporträt in späten Jahren

Georgios Roilos (griechisch Γεώργιος Ροϊλός, * 1867 in Stemnitsa, Arkadien; † 28. August 1928 Athen) war einer der bedeutendsten griechischen Maler in der Zeit Ende des 19. und Anfang des 20. Jahrhunderts.
Roilos studierte Malerei an der Hochschule der Bildenden Künste Athen unter Nikiforos Lytras. Mit Hilfe eines griechischen Staatsstipendiums setzte er sein Studium 1888 an der Seite von Nikolaus Gysis in München an der dortigen Akademie der Bildenden Künste fort. Schließlich vollendete er sein Studium 1890 in Paris an der Seite von Jean-Joseph Benjamin-Constant und Jean-Paul Laurens.
Von 1895 bis 1903 lehrte er an der Kunsthochschule Athen. Nach einem fünfjährigen Aufenthalt in London kehrte er 1908 nach Athen zurück und lehrte erneut an der Hochschule der Bildenden Künste als Professor von 1910 bis 1927.
In seinen Werken stellte er verschiedenste Themen dar. Unter anderem den Türkisch-Griechischen Krieg von 1897 und die Balkankriege von 1912 bis 1913, historische Themen, Porträts, Landschaften. Seine frühen Werke orientieren sich am Stil der Münchener Schule. Später, besonders bei seinen Landschaftsbildern, wird ein Impressionismus erkennbar, den er als einer der ersten in Griechenland einführte.

## Werke (Auswahl)

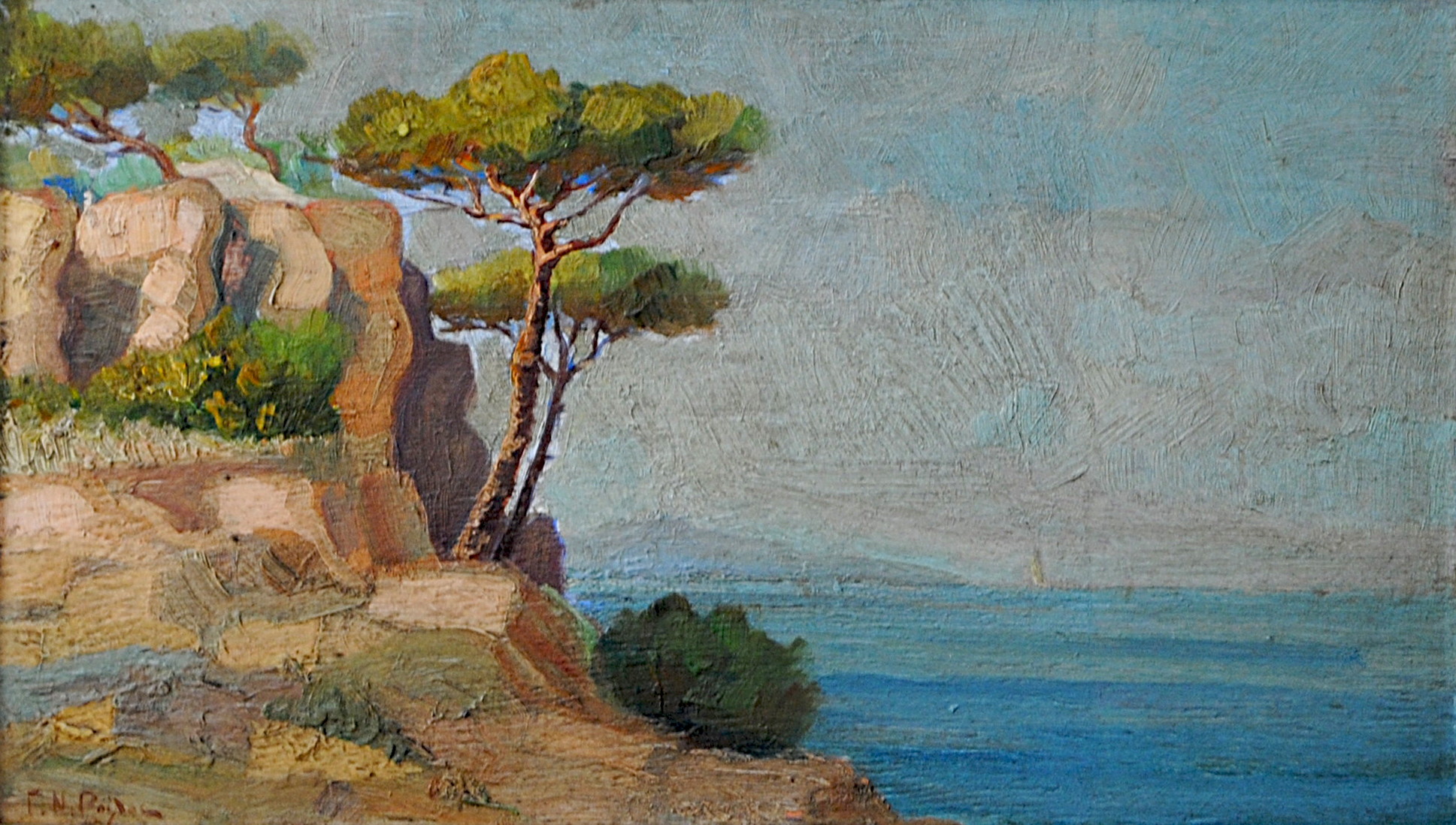
Landschaft mit Meer, Ölgemälde auf Leinwand, 36 × 20 cm, Privatsammlung.
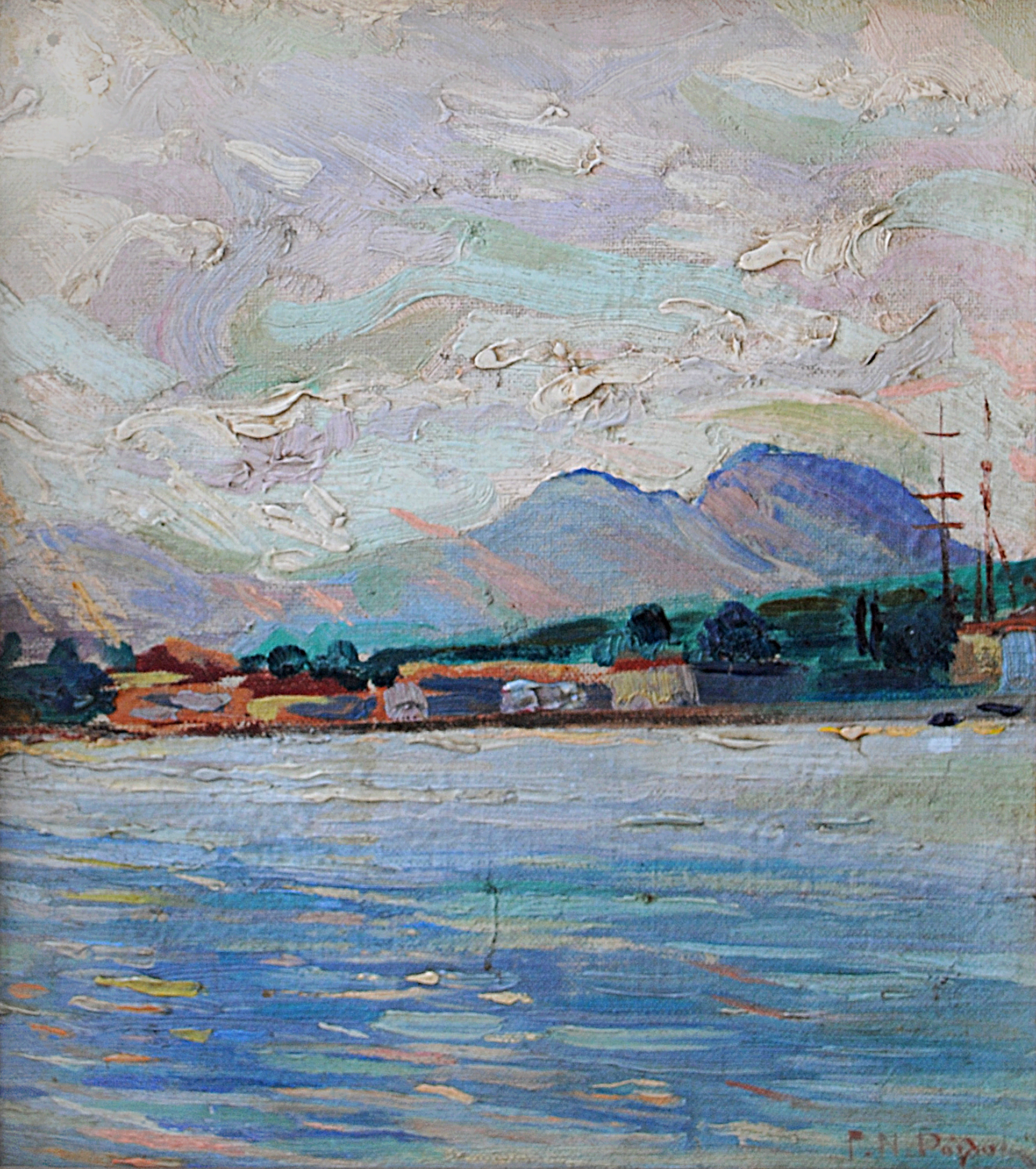
Seelandschaft, Ölgemälde auf Leinwand, 27 × 24 cm, Privatsammlung.
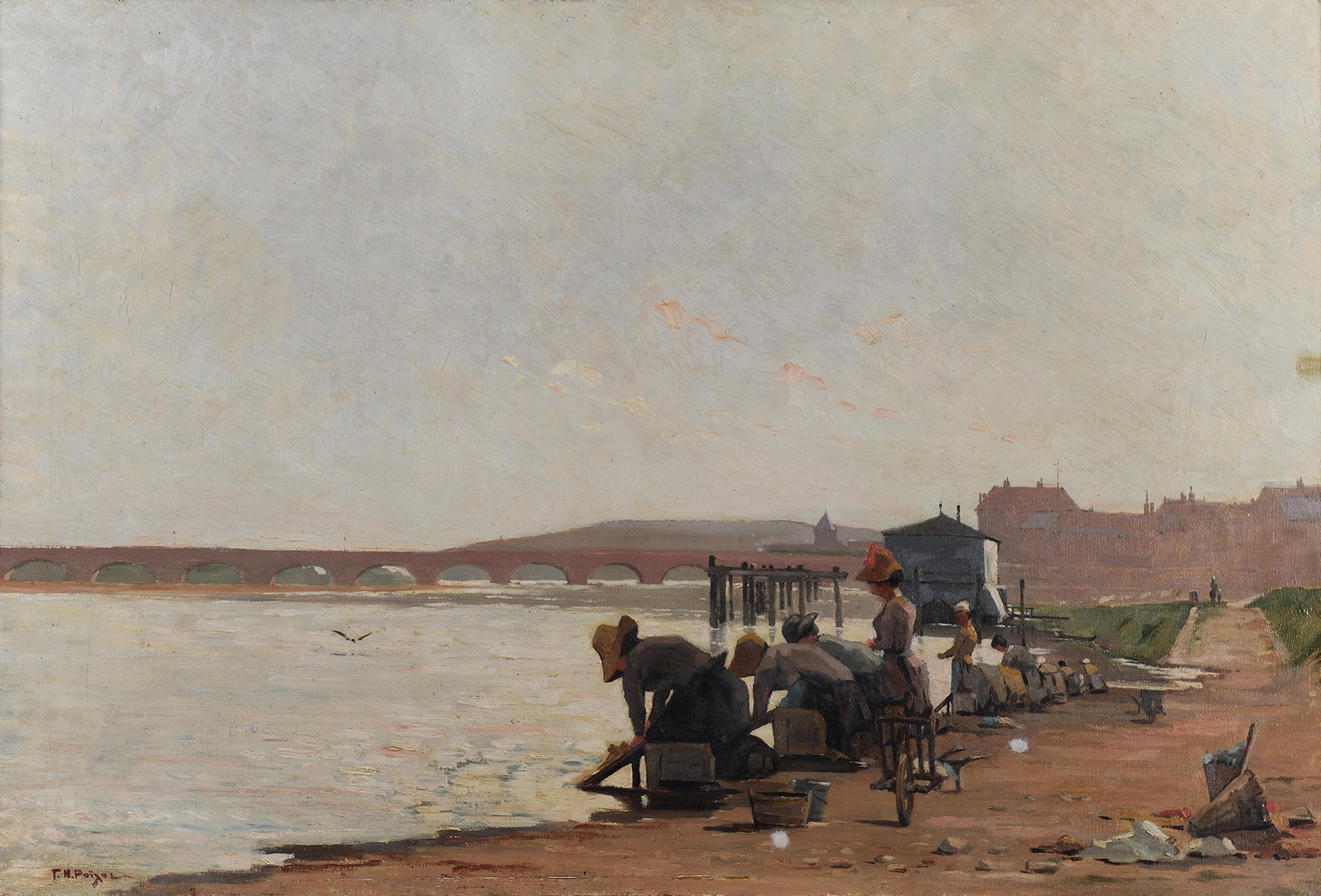
Wäscherinnen in Venedig, ein Gemälde mit deutlichen impressionistischen Elementen.
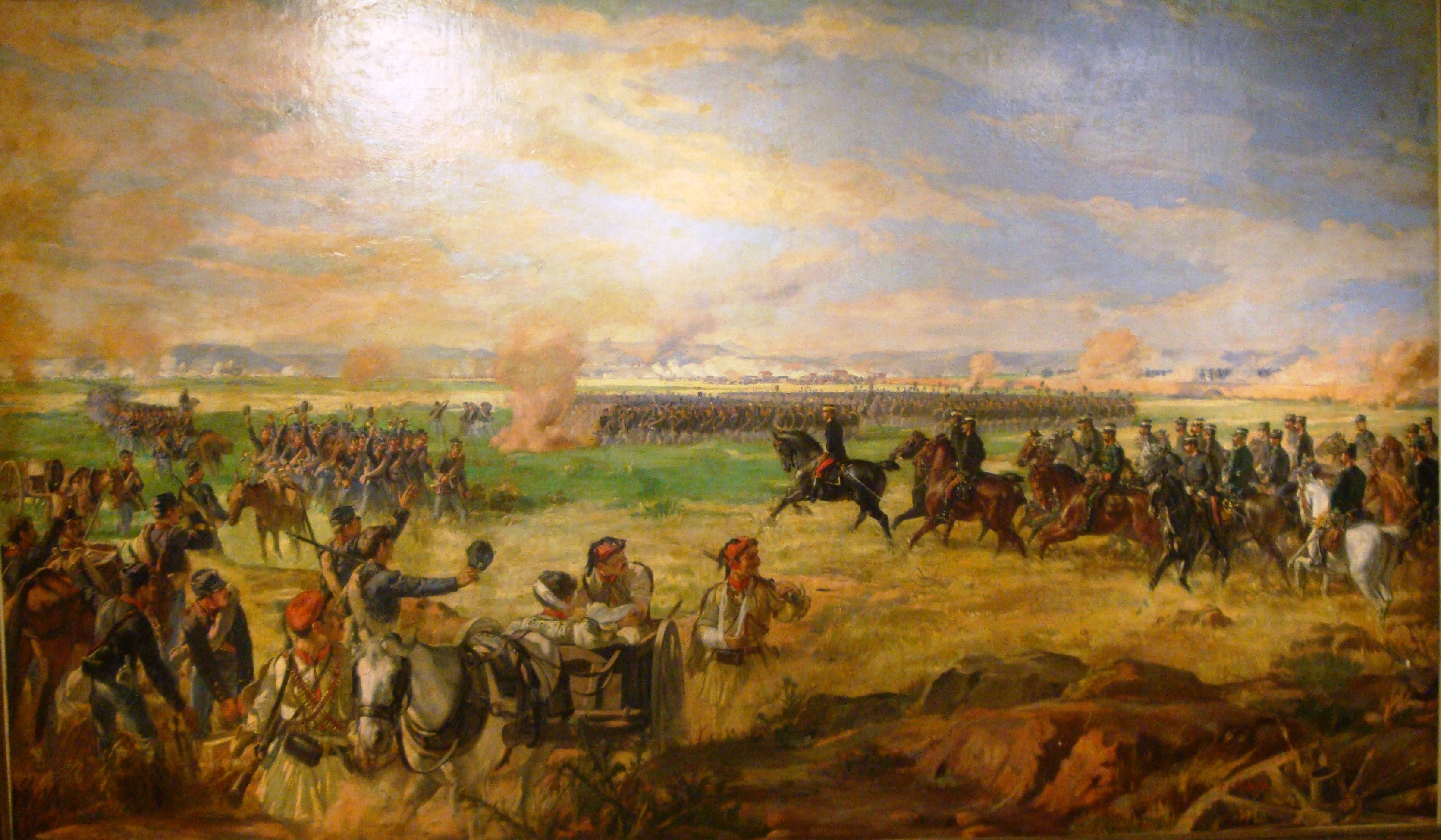
Die Schlacht von Farsala (1897), Öl auf Leinwand (1901), Averoff Gallery, Metsovo.
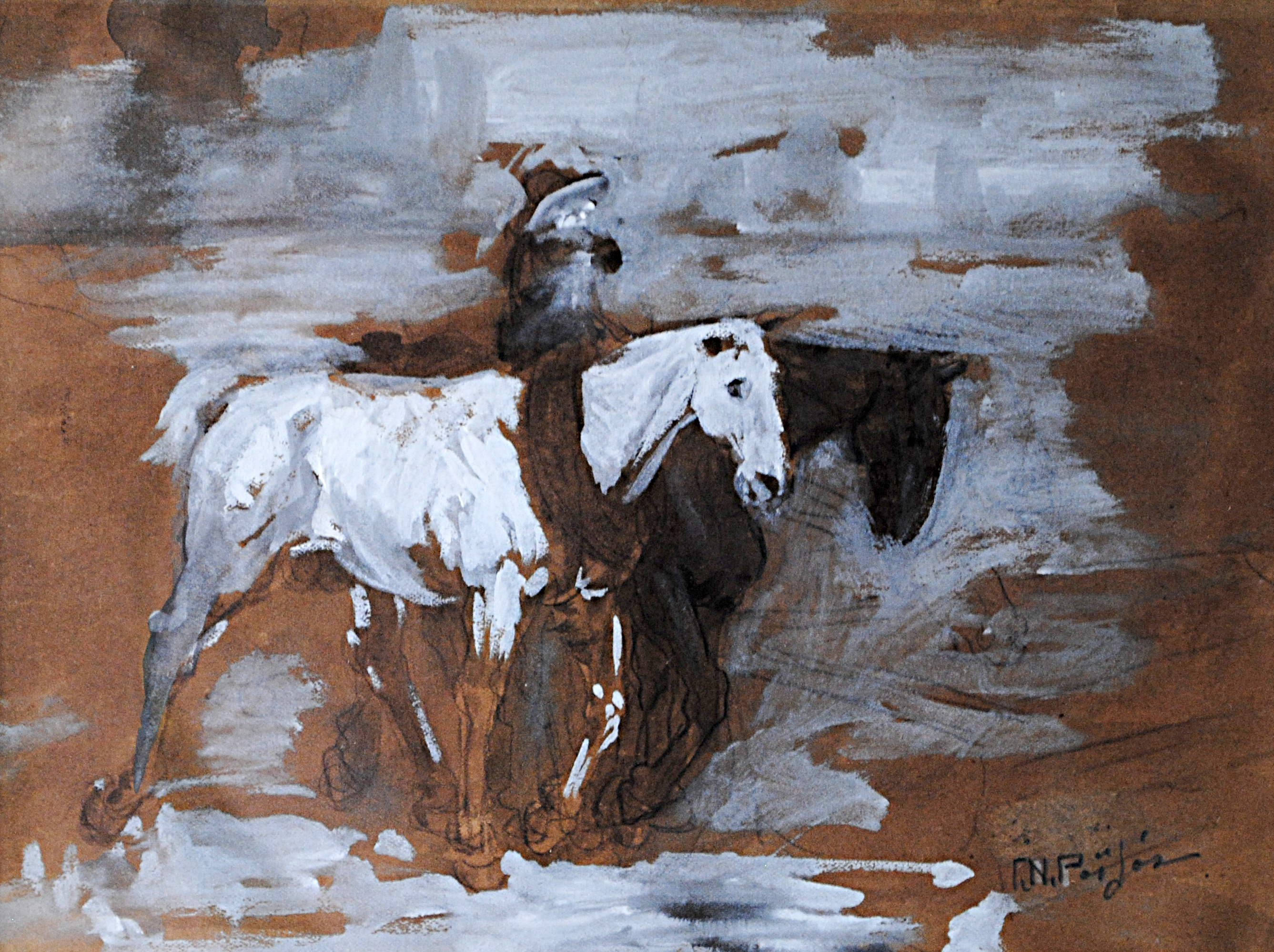
Pferde, Aquarell und Kohle auf Papier, 20 × 26 cm, Privatsammlung.
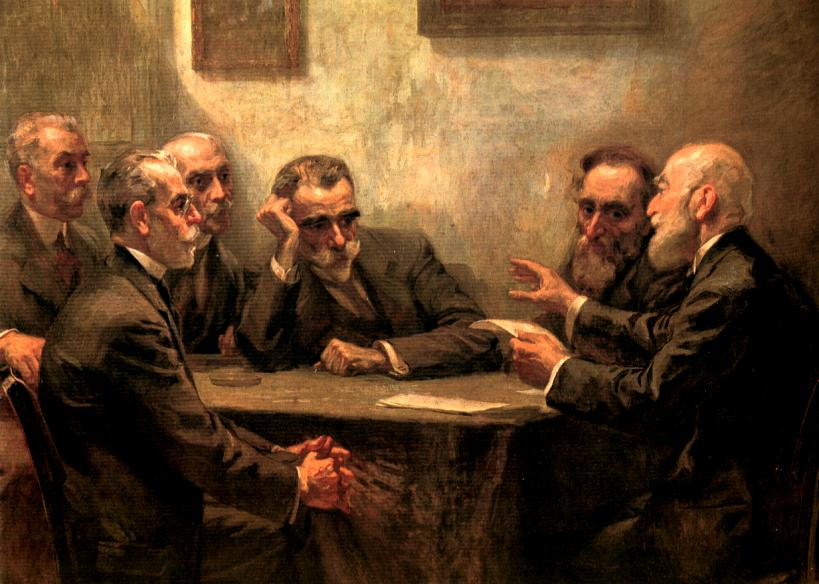

- Die Dichter, Ölgemälde auf Leinwand (gest. 1919). 130 × 170 cm, Sammlung des [[Parnassos (Verein)]], Athen.
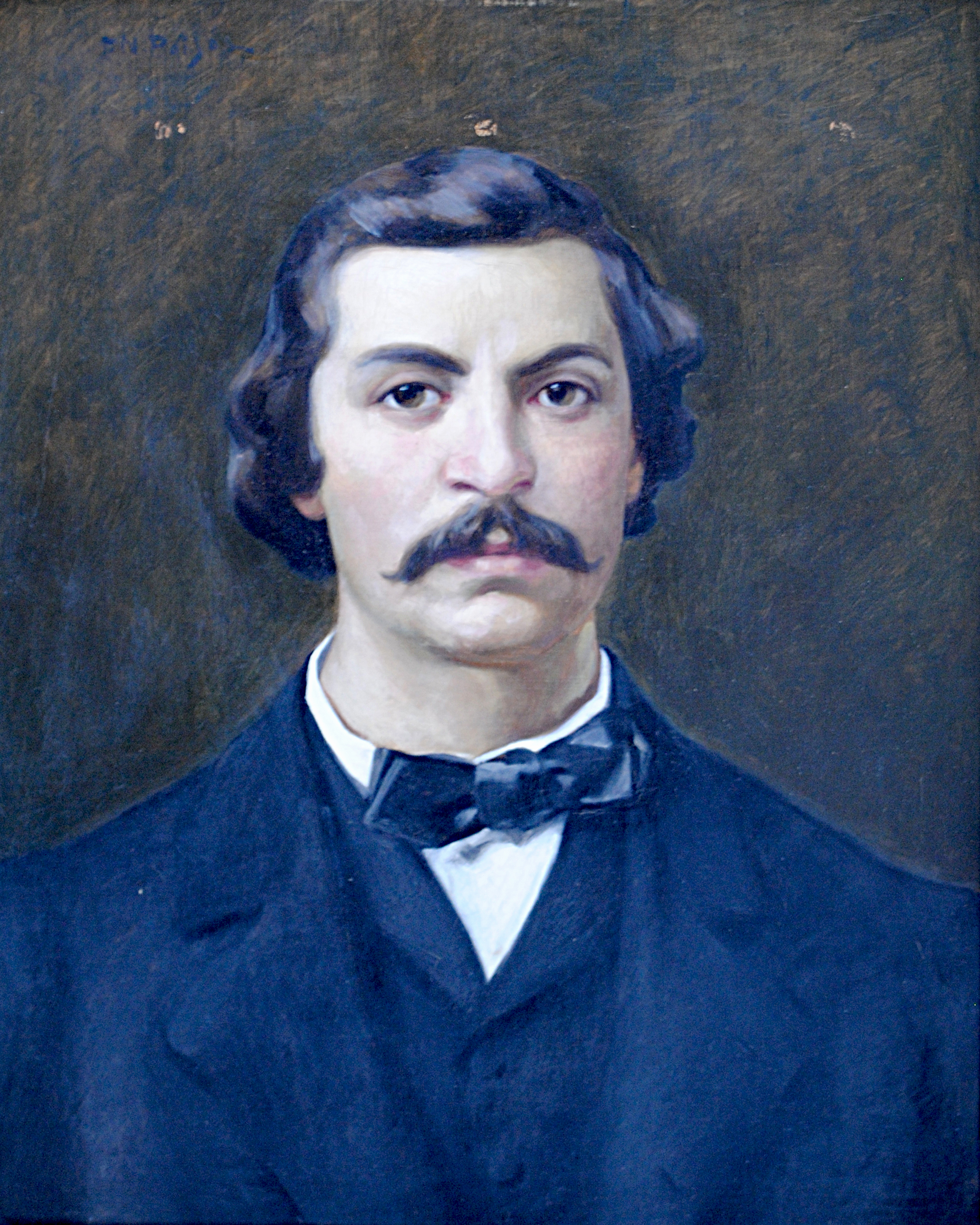
Porträt von Evangelos Averoff, Ölgemälde auf Leinwand, 43 × 47 cm, Privatsammlung.
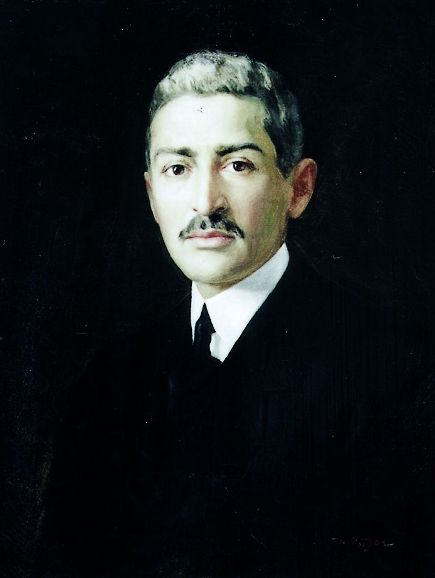
Porträt von Ion Dragoumis
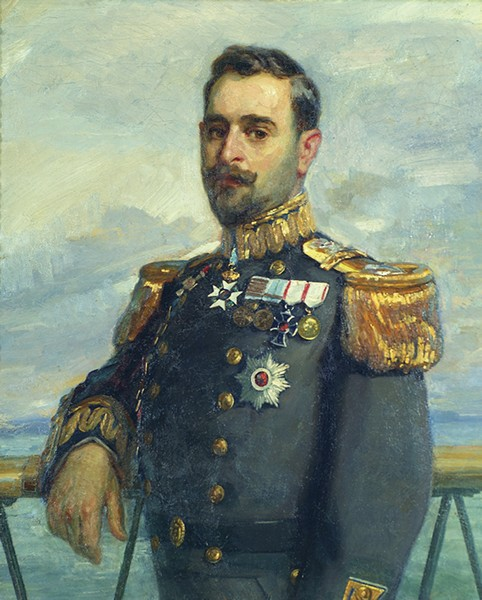
Porträt von Sofoklis Dousmanis
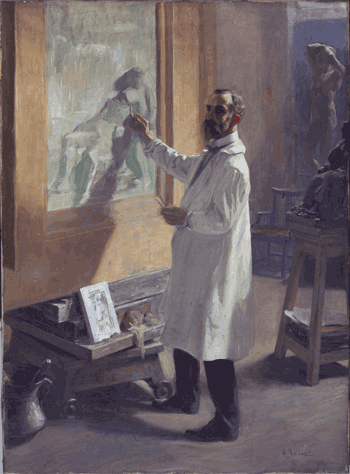
Porträt von Goscombe John
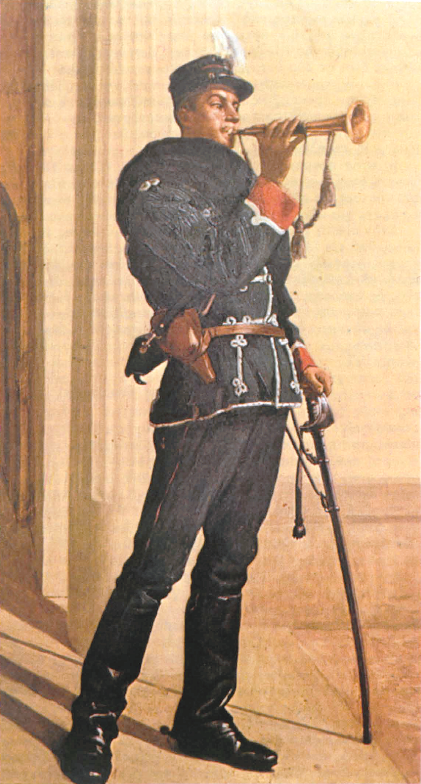
Ölgemälde eines Kavalleriehornisten, das im Griechenland des späten 19. Jahrhunderts zum Symbol für Modernisierung und nationalistische Tendenzen wurde
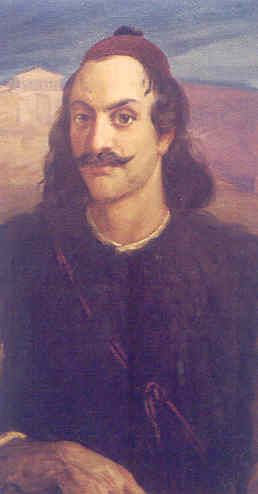
Porträt von Giannis Gouras